# François Baroin
François Baroin (Parigi, 21 giugno 1965) è un politico francese, membro dell'UMP, ministro dell'Economia, delle Finanze e dell'Industria nel Governo Fillon III.

## Biografia
François Claude Pierre René Baroin è figlio di Michel Baroin (alto funzionario, uomo d'affari e Gran Maestro del Grande Oriente di Francia fra il 1977 e il 1978) e di Michèle Paulin.
Studia al Collège Stanislas e al liceo Claude-Bernard di Parigi, poi all'università Paris II Panthéon-Assas e al ISG Paris. Si laurea in legge, e si specializza in scienze dell'informazione e in geopolitica.
Dal 2001 è iscritto all'ordine degli avvocati di Parigi.
Nel corso degli studi perde il padre in un inspiegabile incidente aereo e una sorella in un incidente d'auto. Da allora è sotto l'ala protettrice di Jacques Chirac, che era molto legato al padre. Ha sposato il 12 aprile 1991 Valérie Broquisse, ex giornalista del canale di informazione all-news LCI, dalla quale ha poi divorziato. Ha tre figli: Jules, Constance, Louis.
Nel 1988 è assunto a Europe 1 dal presidente dell'emittente radiofonica Jean-Pierre Elkabbach che lo aveva notato in una puntata di Apostrophe, fortunata trasmissione televisiva su France2.
Nel 1989 è eletto per il Raggruppamento per la Repubblica (RPR) consigliere comunale di Nogent-sur-Seine nell'Aube. Eletto deputato all'Assemblée nationale nel 1993, è il deputato più giovane della legislatura. Eletto sindaco di Troyes nel 1995, rieletto alle successive elezioni amministrative del 2001, 2007 e 2014. Nel 1995 è eletto Presidente dell'Associazione dei sindaci dell'Aube.
È portavoce di Jacques Chirac nel corso della campagna alle presidenziali del 1995.
Dal maggio al novembre 1995 è segretario di Stato presso il primo ministro, portavoce del governo, nel primo governo Juppé. Lasciato l'incarico ministeriale, entra nel gabinetto del presidente della Repubblica Chirac. Nel 1997 è rieletto deputato. Nel 2001 è eletto presidente della Comunità d'agglomerazione di Troyes.
È rieletto deputato nel 2002. Aderisce all'UMP, di cui è portavoce durante la presidenza di Alain Juppé e vice segretario generale durante la presidenza ad interim di Jean-Claude Gaudin. È consigliere politico di Nicolas Sarkozy nel corso della presidenza di quest'ultimo dell'UMP. Presidente del comitato dipartimentale dell'UMP dell'Aube e vicepresidente del club Dialogue & Initiative (il cui presidente è Jean-Pierre Raffarin). Primo vicepresidente dell'Assemblée Nationale dal 2002 al 2005.
Il 2 giugno 2005, è nominato ministro per i Territori d'oltremare nel governo di Dominique de Villepin. Dal 26 marzo al 18 maggio 2007 è ministro dell'Interno, sostituendo Nicolas Sarkozy dimissionario giacché candidato alle presidenziali.
È rieletto deputato il 10 giugno 2007 con il 55,71% dei voti al primo turno.
In occasione di un rimpasto in conseguenza dei risultati delle elezioni regionali del 15/21 marzo, il 23 marzo 2010 è nominato ministro del Bilancio, dei Conti pubblici e della Riforma dello Stato nel Governo Fillon II. In occasione della formazione del Governo Fillon III il successivo 14 novembre è confermato nell'incarico, assumendo inoltre il ruolo di portavoce del governo. A seguito delle dimissioni di Christine Lagarde designata alla direzione del Fondo Monetario Internazionale, il 29 giugno 2011 lascia il Bilancio per assumere il ministero dell'Economia, delle Finanze e dell'Industria, incarico che mantiene fino al 16 maggio 2012.
Rieletto deputato alle elezioni legislative del 2012, è eletto senatore il 28 settembre 2014.